# T. K. Richardson
Terrance Keith „T. K.“ Richardson (* 30. Oktober 1988 in Chicago, Illinois) ist ein US-amerikanischer Schauspieler, Filmproduzent und Filmregisseur.

## Leben
Richardson wurde am 30. Oktober 1988 in Chicago geboren. In seinem 12. Lebensjahr begann er mit der Schauspielerei und wirkte an Bühnenstücken mit und schloss sich der Improvisationstheatergruppe What are they say an. Dank eines Posse-Stipendiums hätte er sich ein vierjähriges Studium finanzieren können, da er allerdings keinen Platz am Pomona College bekam, lehnte er das Stipendium ab und besuchte stattdessen das Columbia College. Er studierte drei Jahre lang Musiktheater, musste dann aufgrund finanzieller Gründe sein Studium beenden. Er wendete sich danach der Musik und dem Tanz zu und arbeitete in einem Job. 2015 wirkte er im Musikvideo zum Lied These Walls mit, das gemeinsam von Kendrick Lamar, Thundercat, Anna Wise und Bilal interpretiert wurde.
Noch im selben Jahr versuchte Richardson einen neuen Anlauf als Schauspieler, konnte aber keine Rollen beim Vorsprechen erhalten und war schließlich 2016 für sechs Monate obdachlos und schlief in seinem Auto. Dennoch erhielt er Rollen als Episodendarsteller in den Fernsehserien Shaded und Confessions of a Hollywood Bartender. Außerdem wirkte er in mehreren Kurz- und Studentenfilmen mit. 2016 erhielt er außerdem die Rolle des Nick in Sinbad and the War of the Furies. 2017 unterschrieb er einen Dreijahresvertrag mit der Verwaltungsgesellschaft Station 3 Entertainment und wurde kurz darauf von der Agentur CESD betreut. Danach folgten weitere Rollenbesetzungen in verschiedenen Kurz- und Spielfilmproduktionen.
2019 spielte er in einer Episode der Fernsehserie Snowfall mit. 2020 in 9-1-1: Lone Star und 2021 in Good Trouble hatte er jeweils Episodenrollen inne. In seiner Funktion als Filmschaffender schuf er die zwei Kurzfilme: Twist’d im Jahr 2021 und Super Dilemma im Jahr 2022. 2022 übernahm er eine der Hauptrollen als Joey im Fernsehfilm Framed by My Sister, hatte Besetzungen in den Kurzfilmen Super Dilemma und Lionheart sowie eine Episodenrollenbesetzung in der Fernsehserie S.W.A.T.

## Filmografie (Auswahl)

### Schauspiel
- 2015: Shaded (Fernsehserie, Episode 1x10)
- 2016: Confessions of a Hollywood Bartender (Fernsehserie, Episode 1x01)
- 2016: Scramble (Kurzfilm)
- 2016: A Family Affair (Kurzfilm)
- 2016: Gifts of My Kin (Kurzfilm)
- 2016: If I Retaliate (Kurzfilm)
- 2016: Sinbad and the War of the Furies
- 2016: Shriek (Kurzfilm)
- 2017: Cronos (Kurzfilm)
- 2017: Chasing Titles Vol. 1 (Kurzfilm)
- 2017: When Pride Comes Before the Fall
- 2017: My Crazy Sex (Fernsehserie, Episode 2x03)
- 2017: Caroline (Kurzfilm)
- 2018: The White Shoes (Kurzfilm)
- 2018: Adolescence
- 2018: Unlawful Justice
- 2018: Stripes (Kurzfilm)
- 2018: Existential Donut (Kurzfilm)
- 2018: Thrashers
- 2019: Alien: Night Shift (Kurzfilm)
- 2019: Snowfall (Fernsehserie, Episode 3x01)
- 2020: 9-1-1: Lone Star (Fernsehserie, Episode 1x01)
- 2020: ABC Discovers: Los Angeles Talent Showcase (Fernsehserie)
- 2021: Good Trouble (Fernsehserie, Episode 3x03)
- 2021: If She Screams
- 2022: Framed by My Sister (Fernsehfilm)
- 2022: Super Dilemma (Kurzfilm)
- 2022: Lionheart (Kurzfilm)
- 2022: S.W.A.T. (Fernsehserie, Episode 5x21)

### Filmschaffender
- 2021: Twist'd (Kurzfilm; Regie)
- 2022: Super Dilemma (Kurzfilm; Produktion)